# Wanderfeldbau

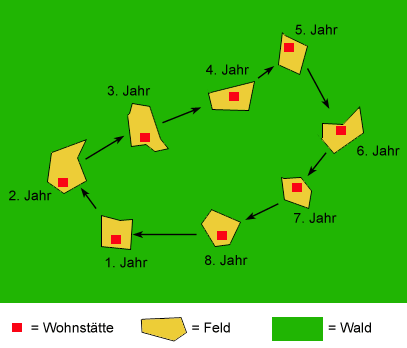
Beispielhafte Zyklen einer typischen Wanderfeldwirtschaft über neun Jahre

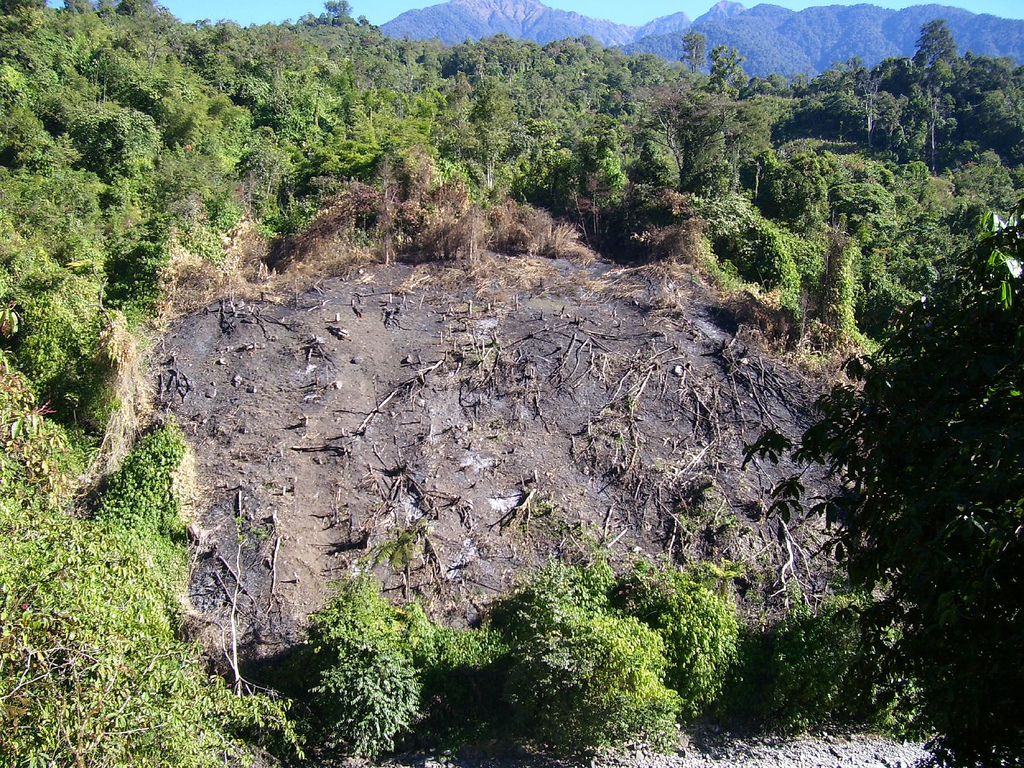
Typisches „Loch“ nach Brandrodung im Wald zur Anlage eines Feldes der Wanderfeldbauern (hier der Jumma in Nordost-Indien)

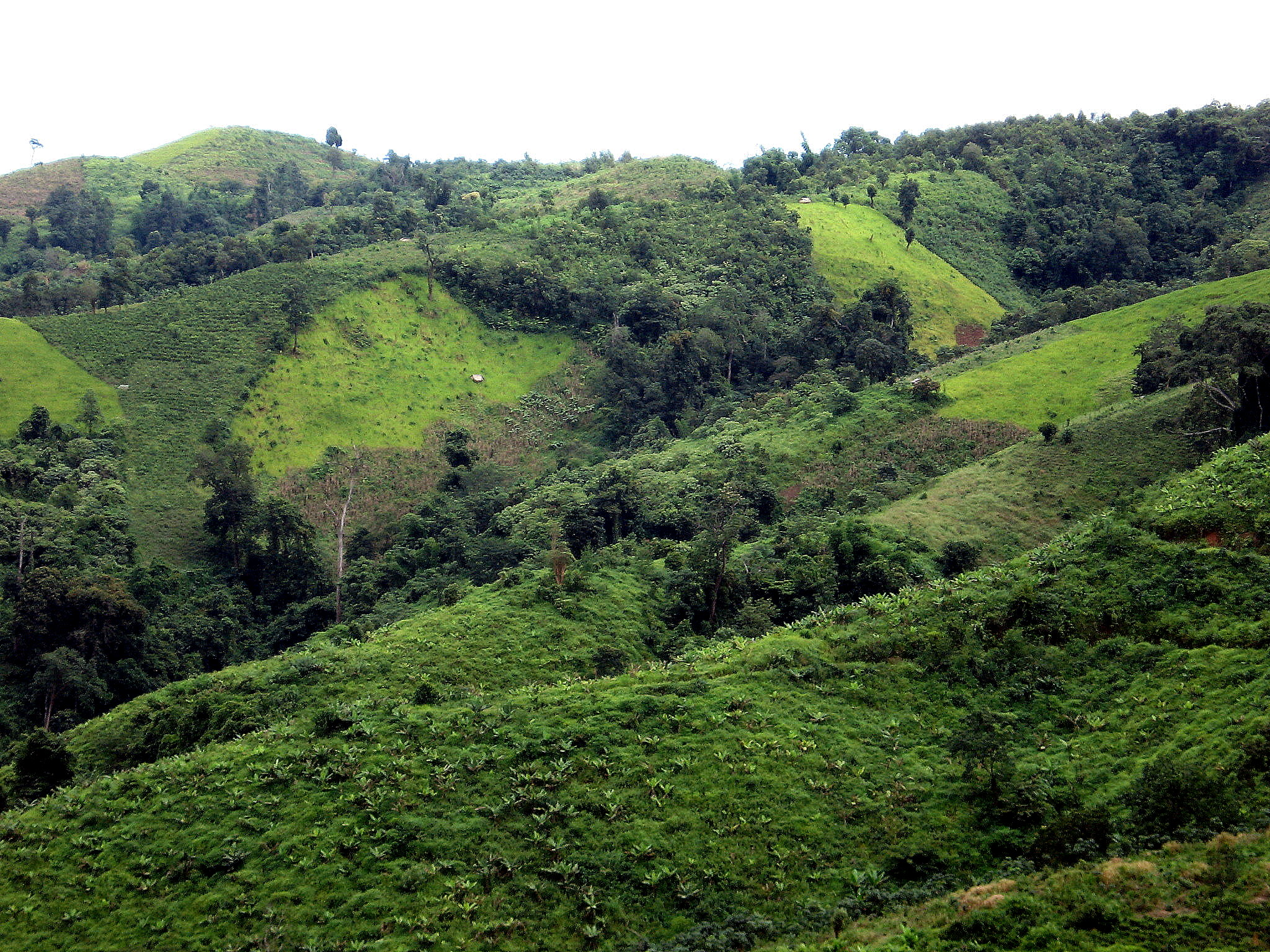
„Patchwork“-Landschaften wie hier in Südchina entstehen, wenn die Besiedlung in traditionellen Wanderfeldbau-Gebieten zu dicht wird

Als Wanderfeldbau, Wanderhackbau oder Wanderwirtschaft (englisch häufig shifting cultivation als Überbegriff für Wanderfeldbau und Landwechselwirtschaft; daher treffender: wandering farmstead) wird eine flächenextensive, traditionelle Form der Landwirtschaft bezeichnet, bei der Felder nur für wenige Jahre intensiv genutzt werden und anschließend eine Verlegung der Anbauflächen und der Siedlungen stattfindet, also in einer Form von Halbsesshaftigkeit.
Der Zeitpunkt des Umzuges ist erreicht, wenn die abnehmende Bodenfruchtbarkeit keine ausreichenden Erträge mehr zulässt. Der Wanderfeldbau ist eine der ältesten landwirtschaftlichen Nutzungsformen der Erde und liefert im Idealfall ausreichende Nahrung für eine selbstversorgende Subsistenzwirtschaft bei optimaler ökologischer Anpassung an die örtlichen Umweltbedingungen. Heute sind vor allem die immerfeuchten tropischen Regenwälder und die wechselfeuchten Savannen von dieser Wirtschaftsweise betroffen. Vor allem Knollenpflanzen wie Cassava, Taro oder Yams werden auf diese Weise angebaut. Etwa 250 Mio. Menschen waren um die Jahrtausendwende von dieser kleinflächigen, extensiven Form des Feldbaus abhängig. Die Bezeichnung Wanderfeldbau wird in der aktuellen deutschsprachigen Fachliteratur häufig durch das englische shifting cultivation ersetzt.
Wanderfeldbau wird auch als Brandrodungswirtschaft bezeichnet, da diese Art des Anbaus zumeist mit einer vorhergehenden Brandrodung von „Waldinseln“ verbunden ist. Bei der Brandrodung (besser -schwendung, denn die Wurzeln werden nicht entfernt wie bei einer echten Rodung) bleiben die in den Pflanzen enthaltenen Stoffe als Asche auf der geplanten Anbaufläche zurück und sorgen kurzfristig für einen höheren pH-Wert der sehr sauren Tropenwaldböden. Dies verbessert die Wachstumsbedingungen für die Nahrungspflanzen. Die zusätzliche Freisetzung von Pflanzennährstoffen aus der Asche ist dabei von viel geringerer Bedeutung als früher angenommen wurde. Wird die geschwendete Biomasse nur verkohlt statt verbrannt, wird die dabei entstehende Holz- und Pflanzenkohle anschließend in den Boden eingearbeitet; sie trägt erheblich zur Bodenverbesserung bei, weil sie aufgrund ihrer besonders großen inneren Oberfläche Wasser und Nährstoffe puffern kann (→ Aktivkohle). Diese Vorgehensweise scheint auch der Ursprung der im südamerikanischen Amazonasbecken aufgefundenen „schwarzen Erde“ zu sein (terra preta).
Wanderfeldwirtschaft wird heute vor allem von indigene Bevölkerungsgruppen und traditionellen Ethnien betrieben, wo sie Ländereien für 2 bis 4 Jahre bewirtschaften und die Felder anschließend auf erneute Brandrodungsflächen verlegen, so dass (bei klassisch geringer Nutzungsintensität) auf der vorherigen Anbaufläche in den folgenden Jahren ein artenärmerer Sekundärwald nachwächst. Ehemalige Brandfeldflächen benötigen 15 bis 30 Jahre, um erneut wirtschaftlich und ökologisch sinnvoll genutzt werden zu können.
Die Übergänge vom Wanderfeldbau zu räumlich enger begrenzten und stationäreren Wirtschaftsformen mit dem Wechsel zwischen Anbau und Brache sind fließend. Werden nur die Wirtschaftsflächen und die Hofstellen nicht oder erst nach mehreren Zyklen im wechselnden Turnus verlegt, spricht man von Landwechselwirtschaft.

## Übergänge zu anderen Wirtschaftsformen
Der Wanderfeldbau stellt – bei Bevölkerungsdichten unter 6 Einwohnern pro km² – eine effiziente und angepasste landwirtschaftliche Strategie auf kargen und empfindlichen Böden dar, wie sie in den Tropen häufig sind. Doch auch in den gemäßigten Breiten wurde früher Wanderfeldbau betrieben. Kam es in der Vergangenheit durch klimatische Faktoren oder durch zunehmenden Bevölkerungsdruck zu abnehmenden Erträgen, waren die Menschen gezwungen, abzuwandern oder neue Technologien zu entwickeln, die eine Intensivierung der Landwirtschaft zuließen. Die damit verbundene Übernutzung führt meist zu einer so starken Degradierung des Bodens, dass die verringerte Bodenfruchtbarkeit eine weitere Bewirtschaftung des Gebietes nicht zulässt. Auf diese Weise kam es zur Einführung der Felderwirtschaft in Europa oder der Landwechselwirtschaft in den Tropen. So zum Beispiel in Mittelamerika (Milpa-Landwirtschaft der Maya) – zum Teil durch Bewässerungsmaßnahmen ergänzt – oder auch bei den westafrikanischen Feldbauern.
Auch die moderne „Bevölkerungsexplosion“ und die Vernichtung immer größerer Waldflächen verlangt nach Lösungen, um die Waldbewohner weiterhin nachhaltig ernähren zu können. Ein vielversprechender Ansatz zu einer nachhaltigen Intensivnutzung ist eine Ergänzung der kurzfristigen Bodenverbesserung der Brandrodung (Melioration) durch die bewusste Beigabe von zusätzlicher Holzkohle, menschlichen Fäkalien, Dung, Kompost und ähnlichem. Diese Erkenntnis ist nicht einmal neu, denn viele Indianervölker des Amazonasgebietes (Beispiel Tupí) haben diesen anthropogen veränderten Boden, der heute terra preta genannt wird, seit Jahrhunderten hergestellt und genutzt.

## Nährstoffkreislauf und Regenerationsphase
Die Länge der erforderlichen Brachphase hat direkte Auswirkungen auf die Bevölkerungsdichte: Je länger sie andauert, umso weniger Menschen können in einem bestimmten Gebiet vom Wanderfeldbau leben. Die Länge der Brachphase ist von der Art der Nutzung und den Nutzpflanzen, den klimatischen Bedingungen und der Bodenqualität abhängig. Bei tropischen Böden, welche meist tiefgründig verwittert und nährstoffarm sind, kann die Regenerationsphase bis zu 30 Jahre dauern. Durch die tropischen Rahmenbedingungen wie Feuchtigkeit und Temperatur und durch das hohe Alter der Böden können deren Minerale nur wenig Nährstoffe speichern (geringe Kationen-Austausch-Kapazität, KAK). Die Nährstoffe sind daher fast ausschließlich in der Biomasse (vor allem Pflanzen, aber auch Tiere und Mikroorganismen) sowie im Humus, also in der organischen Fraktion des Bodens, enthalten. Viele befinden sich in einem kurzgeschlossenen Kreislauf (tropischer Nährstoffkreislauf).
Die Brandrodung erhöht die Sonneneinstrahlung und damit die Bodentemperatur, was eine verstärkte Mineralisierung bewirkt, wodurch sich die Humusgehalte so weit verringern, dass nur noch wenige Nährstoffe dort gespeichert werden können. Die Nährstoffe befinden sich nach der Brandrodung zunächst zum größten Teil in der Asche, aus der sie dann zu einem hohen Anteil durch Niederschläge verloren gehen: So werden sie entweder durch Starkregen direkt an der Oberfläche weggeschwemmt, oder der nach unten gerichtete Bodenwasserstrom schwemmt die Nährstoffe in so große Tiefen, dass sie von den Wurzeln der Kulturpflanzen nicht mehr erreicht werden. Die Nährstoffgehalte des Oberbodens verringern sich und machen einen weiteren Anbau nicht mehr lohnend. Werden allerdings ausreichend lange Brachezeiten eingehalten, so können tiefwurzelnde Brachebäume Nährstoffe aufnehmen, und es kann sich ein Sekundärwald bilden. Dies führt auch zum Wiederaufbau des Humus im Boden.

## Ökologische und sozioökonomische Bedeutung
In seiner ursprünglichen Form war der Wanderfeldbau ökologisch nicht bedenklich, wenn die aufgegebenen Flächen einige Jahrzehnte in Ruhe gelassen wurden. Aufgrund des Anstiegs der Bevölkerungszahl und der damit verbundenen Nahrungsmittelknappheit wurden die Brachezeiten jedoch zunehmend verkürzt. In der Regel wanderten – in einem etwas längeren Turnus von 10 bis 15 Jahren – auch die Siedlungen in vorher unberührte Waldgebiete, wo ein neues Dorf mit neuen Feldern eingerichtet wurde. Heute bleiben die Siedlungen jedoch meist an Ort und Stelle. Zum Teil wurden die Brachephasen dadurch auf bis unter 5 Jahre reduziert, woraus sich schwerwiegende ökologische Probleme ergeben. Die Sekundärvegetation kann sich nicht mehr ausreichend ausbilden. Bei der nächsten Brandrodung werden dementsprechend weniger Nährstoffe in der Asche zu finden sein.
Der Wanderfeldbau ist bei weitem nicht so effektiv wie beispielsweise die Fruchtwechselwirtschaft.

## Durchführung
Bei der kleinflächigen Brandrodung werden auf dem zukünftigen Feld kurz vor der Trockenzeit zunächst kleinere Bäume und Sträucher mit einer Machete oder einem Beil entfernt, größere Bäume werden auf einer Höhe von drei Metern eingekerbt und sterben so nach kurzer Zeit ab. Am Ende der Trockenzeit wird dann die gefällte Vegetation abgebrannt. Nach dieser Brandrodung ist das Feld übersät mit gefällten und nicht gefällten Baumstrünken, Asche und verkohlten Stämmen. Erst durch die Asche wird eine Bewirtschaftung möglich. Zu Beginn der Regenzeit erfolgt die Aussaat in Mulden oder das Einsetzen vorgezogener Setzlinge mit dem Pflanzenstock. Je nachdem, wie viel Anbaufläche benötigt wird, reichen die Flächen in der Nähe eines Dorfes nach einigen Jahren nicht mehr aus, um die Bewohner zu ernähren. Dann wandert das gesamte Dorf in andere Gebiete, wo neue Felder angelegt werden können.
Bei der Brandrodung besteht immer die Gefahr eines unkontrollierbaren Waldbrandes, so dass auf diese Weise leicht große Teile des natürlichen Waldbestandes vernichtet werden.

### Beispiel Madagaskar
Bis um das Jahr 1000 war die Insel Madagaskar noch zu einem großen Teil mit Wald bedeckt: Im Westen mit Trockenwäldern und im Norden und Osten mit Regenwäldern. Jetzt gibt es nur noch kleine Reste des Regenwaldes im Norden Madagaskars. Die häufigste Erklärung dafür ist die verstärkte Brandrodung durch die stark gewachsene Bevölkerungszahl. Auf diese Weise sollen 60 Prozent der Regenwälder verloren gegangen sein. (Allerdings ist dies bislang nicht bewiesen. Ebenso können natürliche Klimaveränderungen in der Vergangenheit zum Rückgang des Regenwaldes geführt haben, der hier ohnehin am Rande seines Verbreitungsgebietes liegt.) Ohne Zweifel hat die menschliche Tätigkeit großen Anteil an der Waldvernichtung, so dass das Klima auf Madagaskar noch trockener und heißer wurde. Es regnet nicht mehr so häufig und der Boden ist der Witterung schutzlos ausgeliefert. Weitere 30 % der Wälder wurden im 20. Jahrhundert vernichtet: Es kommt nunmehr zur Erosion. Dort, wo sich kein Ackerbau mehr lohnt, weil die Menschen dem Boden zu viel abverlangt haben, bleibt das Land sich selbst überlassen. Wald – insbesondere Regenwald – kann nicht mehr nachwachsen, weil es viel zu trocken ist. So wachsen jetzt Dornenbüsche und Kakteen in einstigen Waldgebieten. Solche Sukkulenten benötigen nicht viel Wasser, beschatten den Boden jedoch nicht. Er trocknet insofern aus und wird von den seltenen, aber heftigen Regenfällen fortgespült.